# 21735 Nissaschmidt
21735 Nissaschmidt è un asteroide della fascia principale. Scoperto nel 1999, presenta un'orbita caratterizzata da un semiasse maggiore pari a 2,3537384 UA e da un'eccentricità di 0,1212097, inclinata di 6,30855° rispetto all'eclittica.